# Sergio Gutiérrez (futbolista)
Sergio Gutiérrez (Barrancabermeja, Santander, Colombia; 28 de mayo de 1989) es un exfutbolista colombiano, jugaba en la posición de portero y actualmente se desempeña como entrenador de porteros del equipo profesional del San Francisco FC de Panamá, asistiendo a Nilton Bernal.
Durante sus ocho años de carrera como jugador profesional lo hizo en la posición de arquero. Sin embargo, cuando militaba para el Boyacá Chicó jugó algunos partidos de la Copa Colombia como centro delantero bajo las órdenes del entrenador  Alberto Gamero.
Comienza su etapa como entrenador formador y preparador de arqueros en el Club Talento Boyacense. Luego, en 2016, del paso a Patriotas Boyacá pasando por todas las categorías de formación y el plantel profesional femenino. El 14 de junio de 2019, llegá a reforzar el plantel masculino profesional. 
Tras haber sido el responsable de la preparación de arqueros en Patriotas Boyacá (masculino y femenino), el Deportivo Pasto, para el 15 de enero de 2022, se confirma su llega al Once Caladas.

## Clubes

### Como jugador
| País     | Club              | Año         | Partidos |
| -------- | ----------------- | ----------- | -------- |
| Colombia | Millonarios       | 2007 - 2008 | 5        |
| Colombia | Alianza Petrolera | 2009        | 4        |
| Colombia | Boyacá Chicó      | 2010 - 2012 | 20       |
| Colombia | Expreso Rojo      | 2013 - 2014 | 22       |
| Colombia | Patriotas Boyacá  | 2014        | 0        |

### Como formador
| País     | Club             | Año         |
| -------- | ---------------- | ----------- |
| Colombia | Patriotas Boyacá | 2016 - 2019 |

### Como preparador de arqueros
| Equipo                               | AT de:           | Periodo                 | Periodo                 |
| Equipo                               | AT de:           | Desde                   | Hasta                   |
| ------------------------------------ | ---------------- | ----------------------- | ----------------------- |
| Patriotas Boyacá Femenino · Colombia | Mauricio Galindo | 17 de febrero de 2017   | 3 de marzo de 2017      |
| Patriotas Boyacá Femenino · Colombia | Ferley Villamil  | 3 de marzo de 2017      | 6 de mayo de 2017       |
| Patriotas Boyacá · Colombia          | Diego Corredor   | 14 de junio de 2019     | 3 de octubre de 2019    |
| Patriotas Boyacá · Colombia          | Nelson Gómez     | 3 de octubre de 2019    | 17 de noviembre de 2020 |
| Deportivo Pasto · Colombia           | Diego Corredor   | 12 de enero de 2021     | 9 de abril de 2021      |
| Once Caldas · Colombia               | Diego Corredor   | 15 de enero de 2022     | 13 de febrero de 2023   |
| Once Caldas · Colombia               | Elkin Soto       | 13 de febrero de 2023   | 5 de marzo de 2023      |
| Once Caldas · Colombia               | Pedro Sarmiento  | 5 de marzo de 2023      | 23 de octubre de 2023   |
| San Francisco FC · Panamá            | Nilton Bernal    | 3 de septiembre de 2024 | Presente                |